# Пусточертаково
Пусточертаково — деревня в Тарногском районе Вологодской области.
Входит в состав Спасского сельского поселения, с точки зрения административно-территориального деления — в Нижнеспасский сельсовет.
Расстояние до районного центра Тарногского Городка по автодороге — 50 км.
По данным переписи в 2002 году постоянного населения не было.